# Jung Jae-eun
Jung Jae-eun (koreanisch 정재은; * 11. Januar 1980) ist eine ehemalige südkoreanische Taekwondoin und Olympiasiegerin.

## Karriere
Jung Jae-eun wurde 1997 in Hongkong in der Gewichtsklasse bis 55 Kilogramm Weltmeisterin. 1999 folgte in Edmonton der Gewinn der Silbermedaille, ehe sie bei der Weltmeisterschaft 2001 in Jeju nochmals den Titel gewann. Dazwischen erzielte sie im Jahr 2000 ihren größten Karriereerfolg mit dem Olympiasieg in der Klasse bis 57 Kilogramm. Im Finale besiegte sie Trần Hiếu Ngân mit 2:0 und sicherte sich so die Goldmedaille. Ihren letzten internationalen Titel sicherte sich Jung 2002 in Amman mit dem Gewinn der Asienmeisterschaft in der Klasse bis 55 Kilogramm.